# ユージェニー・オブ・ヨーク

ユージェニー王女の紋章

ユージェニー王女（Princess Eugenie、全名：ユージェニー・ヴィクトリア・ヘレナ（Eugenie Victoria Helena）、 1990年3月23日 - ）は、イギリス王室の成員で、ヨーク公アンドルー王子とセーラ・ファーガソン（1996年に離婚）の次女。チャールズ3世国王の姪。
英国王位継承順位は2歳年上の姉のベアトリス王女、姪のアテナ・マペッリ・モッツィに次ぎ、現時点（2025年4月現在）では12番目にある。父親似の姉ベアトリスに対して、母親似と言われる。誕生から結婚前まではユージェニー・オブ・ヨーク王女（Princess Eugenie of York）と呼ばれた。2018年に結婚後は、ジャック・ブルックスバンク夫人ユージェニー王女（Princess Eugenie, Mrs Jack Brooksbank）と称されている。

## 略歴

### 出生
ロンドンのポートランド病院で生まれる。“ユージェニー”という名前は、ヴィクトリア女王の孫でスペイン王妃であったヴィクトリア・ユージェニー・オブ・バッテンバーグに由来するものである。王の男系の孫であるため、公式に"Princess"（王女）の称号と“Her Royal Highness”（殿下）の敬称を付される。

### 教育
2003年より、ウィルトシャーにあるマールボロ・カレッジで学んでいるが、2007年に受験した大学入学資格試験の前段階であるASレベル試験で、政治学、美術史、芸術の3教科で「A」、英語で「B」を獲得するなど、姉と同様に優秀な成績を修めている。
2009年9月よりニューカッスル大学に入学し、英文学・美術史・政治学の3分野を専攻することが発表された。

### 結婚と家族
2018年1月22日、バッキンガム宮殿（王室）は、ユージェニーとジャック・ブルックスバンクの婚約を発表した。2人はスイスのヴェルビエでの休暇で出合い交際していた。婚約発表時ユージェニーは王位継承順位が8位だったので、2013年王位継承法の下では女王に結婚の許可を求める必要はなかった。結婚式は同年10月12日、ウィンザー城の聖ジョージ礼拝堂で行われた。
2021年2月9日8時55分（現地時間）に長男・オーガスト・フィリップ・ホーク、2023年5月30日午前8時49分(現地時間）に次男・アーネスト・ジョージ・ロニーを出産。

## 称号および敬称
- 1990年3月23日 - 2018年10月12日
  - ユージェニー・オブ・ヨーク王女殿下（Her Royal Highness Princess Eugenie of York）
- 2018年10月12日 - 
  - ジャック・ブルックスバンク夫人ユージェニー王女殿下（Her Royal Highness Princess Eugenie, Mrs Jack Brooksbank）

## その他
- 12歳の時に脊柱側弯症となり、ロンドンの王立整形外科病院で背中の手術を受けたことがある。その際、海外に滞在していた祖母のエリザベス2世は孫の体調を気遣い、逐一手術の経過と術後の容態を把握するようにしていたという。2018年10月に結婚した際、手術痕が見えるドレスを選び、「自分を助けてくれた人たちに敬意を示し、脊柱側弯症を患っている他の人たちに勇気を与えたいと願っている」と話した[7]。
- 2007年に従兄のウィリアム王子とヘンリー王子によって開催された、ダイアナ妃の没後10周年追悼企画である『コンサート・フォー・ダイアナ』に、姉のベアトリス王女と共に出席した。
- 2008年のギャップ・イヤーは、アジア諸国を友人らと旅行していたが、インドのムンバイを発った直後にムンバイ同時多発テロが発生、間一髪でテロに巻き込まれずに済んだ。事件の直後はしきりに両親と連絡を取り合っていたという。